# NGC 6910
NGC 6910 là tên của một cụm sao mở nằm trong chòm sao Thiên Nga. Ngày 17 tháng 10 năm 1786, nhà thiên văn học người Anh gốc Đức William Herschel phát hiện. Cụm mở này vào ngày 18 tháng 9 năm 1828 được nhà thiên văn học người Anh John Herschel quan sát được. Cụm mở này rất ít vật chất do các vật chất của vùng trung tâm của nó cô đặc lại.

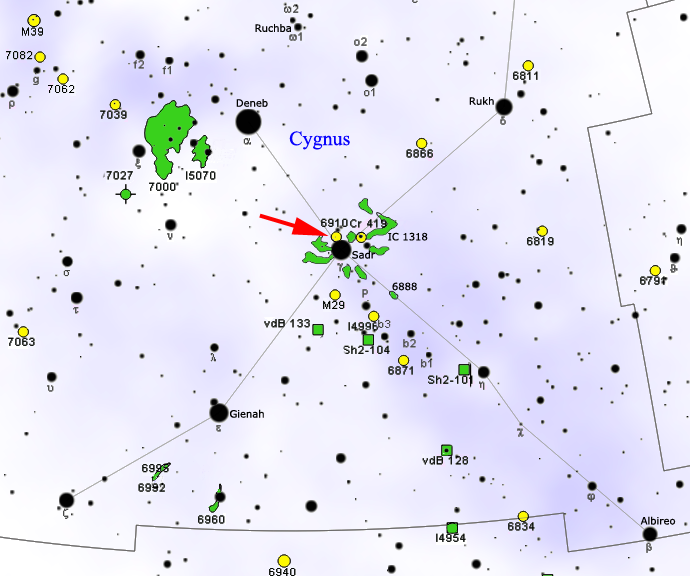
Vị trí của NGC 6910 trên bầu trời

NGC 6910 có lẽ có mối liên kết vật lí với tinh vân IC 1318, tinh vân này còn được biết đến với tên là phức tinh vân Gamma Cygni, phức này nằm ở phía sau rãnh nứt lớn. Bán kính của lõi cụm sao này là 0,8 parsec, trong khi bán kính đường thủy triều của nó là 4,2 parsec.
Với ống nhòm, ta có thể quan sát được nó. Tuy nhiên nó quá thô sơ để quan sát rõ bởi vì vị trí của nó có nhiều thiên thể khác nữa. Với ống nhòm 15x100, ta có thể nhìn thấy rõ hơn từng ngôi sao. Với độ phóng đại thấp của một kính viễn vọng 5 inch, cụm sao trông giống như một hình mặt trăng lưỡi liềm năm giừa 2 ngôi sao lớn hơn. Còn với độ phóng đại lớn hơn thì cho thấy nhiều ngôi sao hình thành các luồng kéo dài sang hai bên của cụm sao.

## Dữ liệu hiện tại
Theo như quan sát, đây là cụm sao nằm trong chòm sao Thiên Nga và dưới đây là một số dữ liệu khác:
Xích kinh 20h 23m 08s
Độ nghiêng +40° 46′ 30″
Cấp sao biểu kiến 7.4 
Kích thước biểu kiến 10'
Khối lượng 207 lần khối lượng mặt trời
Tuổi ước tính 7 – 13 triệu năm